# Bladmossen
De bladmossen zijn:
1. in de moderne opvattingen: de stam van mossen (Bryophyta) (dus synoniem met bladmossen), waarbij deze naast de levermossen (Marchantiophyta) en de hauwmossen (Anthocerotophyta) staan, of
2. in de traditionele opvattingen (of soms nog steeds): een klasse (synoniemen Musci, Bryatae) met alle (blad)mossen, die staat naast de klassen van de levermossen (Hepaticae, Marchantiopsida, Hepatopsida, Hepaticopsida) en de hauwmossen (Anthocerotae, Anthocerotopsida)

De taxa blijken in de moderne opvattingen naar een hogere rang te zijn geplaatst in vergelijking met de traditionele opvattingen, met een verzelfstandiging van de levermossen en de hauwmossen. De naam Bryopsida (Musci, Bryatae) werd in het verleden (en soms nog wel) gebruikt, voor wat in de huidige opvatting Bryophyta heet.
| Plaats van de Bryophyta en de Bryopsida | |
| Modernere opvattingen | Traditionele opvatting |
| 1. stam Bryophyta, bladmossen - klasse Sphagnopsida - klasse Takakiopsida - klasse Andreaeobryopsida - klasse Andreaeopsida - klasse Polytrichopsida - klasse Tetraphidopsida - klasse Buxbaumiopsida - klasse Bryopsida | stam Bryophyta, mossen (in wijdere zin) 1. klasse Bryopsida, bladmossen, o.a.: - subklasse Sphagniidae - subklasse Andreaeiidae - subklasse Polytrichiidae - subklasse Tetraphiidae - subklasse Buxbaumiidae - subklasse Diphysciidae - subklasse Timmiidae - subklasse Funariidae - subklasse Dicraniidae - subklasse Bryidae 2. klasse Hepaticae, levermossen 3. klasse Anthocerotae, hauwmossen |
| 2. stam Marchantiophyta, levermossen | stam Bryophyta, mossen (in wijdere zin) 1. klasse Bryopsida, bladmossen, o.a.: - subklasse Sphagniidae - subklasse Andreaeiidae - subklasse Polytrichiidae - subklasse Tetraphiidae - subklasse Buxbaumiidae - subklasse Diphysciidae - subklasse Timmiidae - subklasse Funariidae - subklasse Dicraniidae - subklasse Bryidae 2. klasse Hepaticae, levermossen 3. klasse Anthocerotae, hauwmossen |
| 3. stam Anthocerotophyta, hauwmossen | stam Bryophyta, mossen (in wijdere zin) 1. klasse Bryopsida, bladmossen, o.a.: - subklasse Sphagniidae - subklasse Andreaeiidae - subklasse Polytrichiidae - subklasse Tetraphiidae - subklasse Buxbaumiidae - subklasse Diphysciidae - subklasse Timmiidae - subklasse Funariidae - subklasse Dicraniidae - subklasse Bryidae 2. klasse Hepaticae, levermossen 3. klasse Anthocerotae, hauwmossen |